# 아르테미시아 젠틸레스키
아르테미시아 젠틸레스키(Artemisia Gentileschi, 1593년 7월 8일 ~ 1652년 - 1656년 사이)는 이탈리아의 바로크 화가이다. 카라바조 화풍의 영향을 받은 후대 화가들 가운데 가장 높은 성취를 이룬 화가로 평가받고 있다. 젠틸레스키 시대에 여성 화가는 화가 커뮤니티에서 배척당하였고 후원자를 구하기도 힘들었다. 이러한 분위기에도 젠틸레스키는 피렌체 미술 아카데미의 첫 여성 회원이 되었고 여러 나라에서 구매자가 나섰다.
아르테미시아 젠틸레스키는 신화나 성서에 등장하는 강력하고 고통받는 여성을 소재로 한 그림을 많이 그렸다.다니엘서의 수산나가 두 장로에게 희롱당하는 장면을 묘사한 《수산나와 두 장로》를 여러 점 그렸는데 특히 독일의 포머스펠덴에 있는 1610년 그림이 유명하다. 또한 1614-20년 작으로 우피치 미술관에 있는 《홀로페르네스의 목을 자르는 유디트》, 디트로이트 미술 협회에 있는 1625년작 《유디트와 하녀》 역시 대표작으로 꼽힌다.
누드이건 성장을 한 모습이건 여성을 묘사하는 데 탁월하다는 평을 들었고 색의 표현, 구성의 짜임과 건물의 깊이감 표현 역히 특출하였다.
아르테미시아 젠틸레스키는 17살이 되던 해 화가로서 활동하기 시작하였고 아버지의 지인이자 스스로가 화가였던 아고스티노 타시로부터 성폭력을 당했다. 성폭력 피해와 법정 공방은 젠틸레스키의 내면에 깊은 상처를 남겼으며 그의 작품 활동에 큰 영향을 주었다. 피해자였음에도 불구하고 오히려 세간의 호기심은 오랫동안 그녀를 향했다. 오늘날에는 당대의 가장 진취적이고 성공적인 여성 화가로 평가된다. 아르테미시아 젠틸레스키는 종종 최초의 여성주의 화가로 평가되기도 한다.
| “ | 나는 여자가 무엇을 할 수 있는지 보여줄 것입니다. 당신은 카이사르의 용기를 가진 한 여자의 영혼을 볼 수 있을 것입니다. | ” |
|   | — 아르테미시아 젠틸레스키가 한 고객에게 보낸 편지에서                                                                |   |

## 생애

### 수업

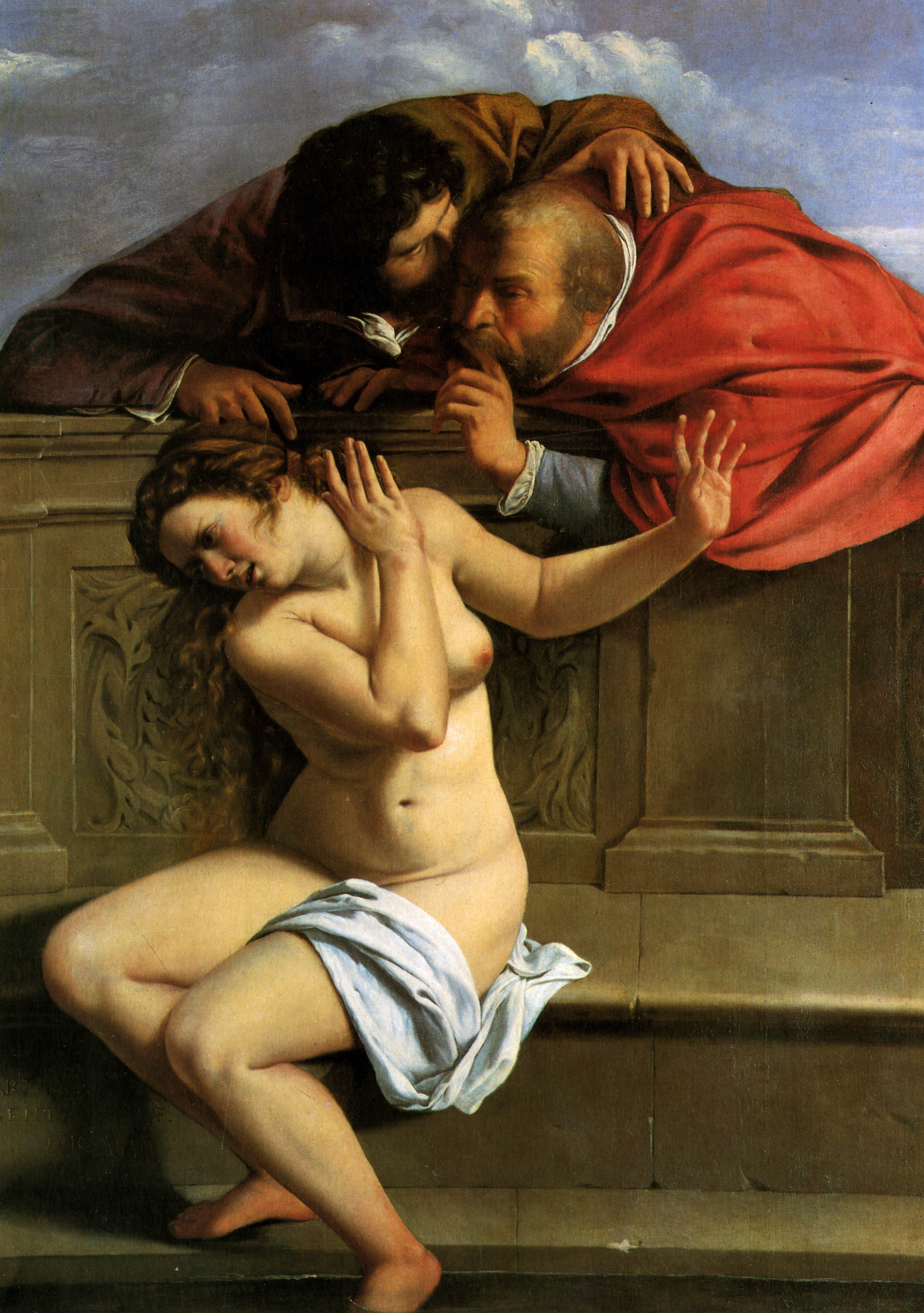
《수산나와 두 장로》 1610년(17세) 작품. 포머스펠덴의 쇠보른 가 소장

아르테미시아 젠틸레스키는 1593년 7월 8일 로마에서 태어났다. 당시 국가 등기소인 아르치비오 디 스타토(Archivio di Stato)에서 발급한 출생증명서에는 1590년으로 기록되어 있다. 아버지는 토스카나 출신의 화가 오라치오 젠틸레스키이었고 어머니는 프루텐치아 디 오타비아노 몬토니로 아르테미시아는 둘 사이의 맏이였다. 아르테미시아는 아버지의 화실에서 처음으로 회화를 접했으며 그녀의 남동생들보다 훨씬 뛰어난 재능을 보이기 시작했다. 아버지 오라치오는 삼년 동안 드로잉과 유화 기법, 색의 혼합을 가르친 뒤 1612년 19세가 된 아르테미시아에게 전문 화가로서 손색이 없다며 더 이상 가르칠 것이 없노라고 하였다.
아버지 오라치오는 카라바조의 영향을 강하게 받은 화풍으로 작업하였고 아르테미시아 역시 이런 아버지의 화풍을 이어 받았다. 그러나 아버지가 소재를 보다 이상적으로 표현한 것과 달리 아르테미시아는 자연스러운 표현을 더 선호하였다. 이 무렵 아르테미시아는 그녀의 재능에 대한 시기와 여성에 대해 전통적인 성역할을 주입하려는 시도에 대해 저항하고 있었다. 결국 아르테미시아는 자신의 작품에 대한 존중과 인정을 획득할 수 있었다.
오늘날까지 남아있는 아르테미시아의 가장 오래된 작품은 17세였던 1610년에 그린 《수산나와 두 장로》이다. 이 작품은 중세 귀족이었던 쇠보른 가가 수장하고 있다가 현재 포머스펠덴에서 소장하고 있다. 이 작품은 어린 나이의 여성이 그렸다는 점이 편견을 가져와 그녀의 아버지가 도왔을 것이라는 오해를 사기도 했다. 그러나 이 작품에는 아버지로부터 이어받은 카라바조의 영향 외에도 당시 볼로냐에서 활동하던 안니발레 카라치의 화풍 역시 영향을 주었다. 아르테미시아의 1610년 《수산나와 두 장로》는 희롱당하는 수산나를 소재로 한 그림 가운데 피해자인 여성의 트라우마가 반영된 몇 안되는 작품이다.

### 타시의 성폭력

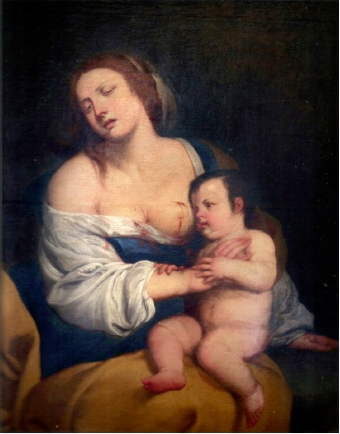
《어머니와 아이》 1612년 무렵

1611년 오라치오 젠틸레스키는 아고스티노 타시와 로마의 궁전인 팔라초 팔라비시니-로스피글리오시에 속한 카지노 델레 뮤즈(Casino delle Muse, 뮤즈의 장원)의 천장화 작업을 함께 하였다. 이를 계기로 오라치오는 타시를 자신의 딸 아르테미시아의 그림 강사로 고용하였다. 그림을 교습하면서 타시는 아르테미시아를 강간하였다. 이 강간에는 코시모 쿠오리라는 다른 남자도 가담하였다.
강간을 당한 뒤 아르테미시아는 스스로의 미래를 위해 손상된 명예를 덮고자 타시와 결혼하여야 하겠다고 마음 먹었고 몇 차례의 성관계를 이어갔다. 9 개월 뒤 타시는 아르테미시아와 결혼할 뜻이 없음을 밝혔고, 아버지 오라치오는 타시를 고발하였다. 또한 오라치오는 타시가 집에 보관중이던 《유디트》 한 점도 훔쳤다고 함께 고발하였다. 타시가 아르테미시아의 "순결"을 빼앗았느냐는 것이 재판의 쟁점으로 떠올랐다. 만일 아르테미시아가 강간을 당하기 전에 이미 성경험이 있었다면 오라치오는 더 이상 고발을 유지할 수 없게 되었다. 7개월의 재판이 진행되는 동안 타시가 처제와 간통을 하고 부인을 살해할 계획을 세웠다는 점이 밝혀졌고 훔친 그림뿐만 아니라 오라치오의 그림들 더 훔쳐내려 했던 것도 드러났다. 재판 결과 타시는 로마로부터 추방령을 선고받았지만 선고가 실행되지는 않았다. 재판부는 아르테미시아의 증언을 검증한다는 이유로 엄지손가락을 죄는 고문 도구를 사용하여 고문하였다.
아르테미시아는 12세에 어머니를 여읜 후 남성들에 둘러싸여 자랐다. 17세였던 1610년 아버지 오라치오가 윗층을 여성 세입자 투치아에게 세를 준 뒤로 그녀는 투치아와 친구가 되었다. 그러나 투치아는 타시와 쿠오리와 죽이 맞아 이 둘이 집에 들어올 수 있도록 여러 차례 도왔다. 강간이 있던 날 아르테미시아는 투치아에게 도와달라 소리쳤으나 투치아는 못들은 척 하였고 이후 자신은 아무것도 몰랐노라고 진술하였다. 아르테미시아는 투치아가 매춘부로 일하면서 이 둘과 공모하였다고 생각하였고 강한 배신감을 느꼈다.
타시의 성폭력이 있은 뒤 2년이 지난 1612년 아르테미시아가 그린 《어머니와 아이》에는 그녀를 강간한 타시로 해석되는 아이가 낸 상처로 깊은 고통에 휩싸인 그녀 자신을 상징하는 여성이 그려져 있다.

### 피렌체 시기

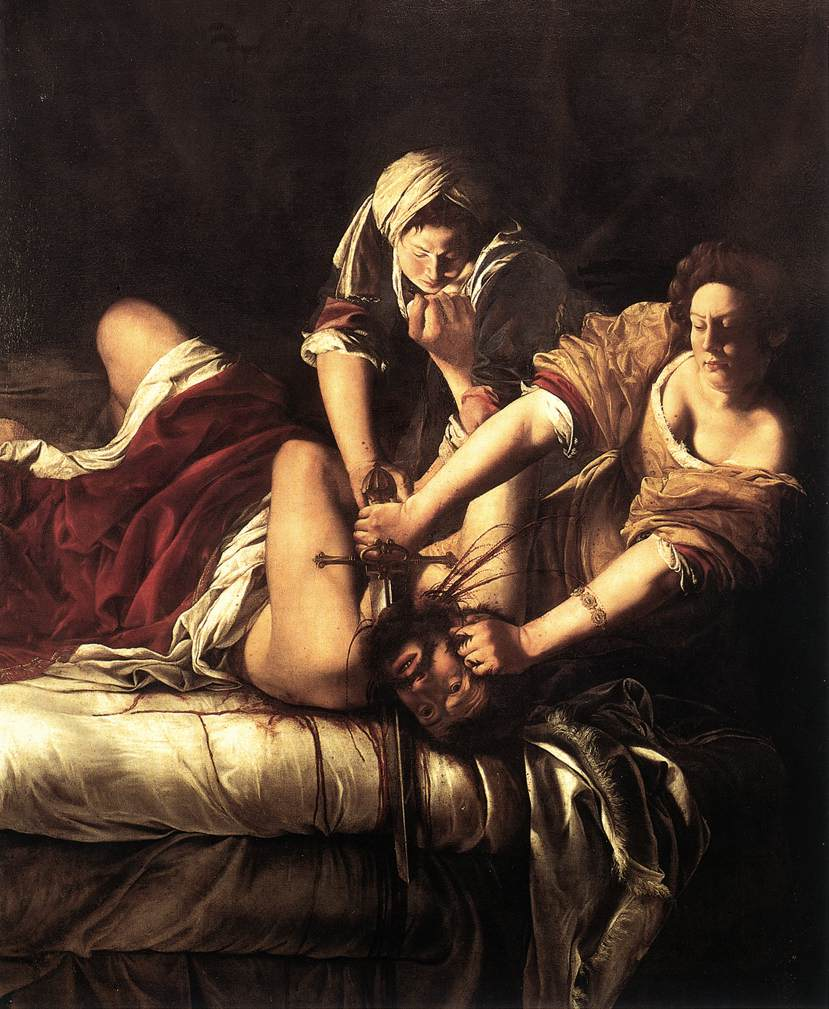
《홀로페르네스의 목을 자르는 유디트》 캔버스에 오일 199 x 162 cm

재판이 끝난 지 한 달 뒤, 아버지 오라치오는 피렌체의 검박한 화가였던 피에란토니오 스티아테시와 딸을 혼인시켰다. 피렌체로 옮겨간 아르테미시아는 얼마 지나지 않아 카사 부오나로티의 작업을 의뢰받게 되었다. 이를 발판으로 궁정 화가가 된 그녀는 메디치 가와 찰스 1세의 후원을 받게 되었다. 1612년에는 《성처녀와 아이》를 그렸고, 1618년에는 딸 팔미라가 태어났다. 피에란토니오와 아르테미시아 사이에는 둘 이상의 자녀가 있었으나 남겨진 기록은 없다. 둘째 딸의 이름은 아르테미시아가 열두살이었을 때 죽은 어머니 푸르덴티아의 이름을 이었다고 하는데 그 외에 알려진 바가 없다.
아르테미시아는 피렌체에서 성공 가도를 달렸다. 피렌체 미술 아카데미의 첫 여성 회원이 되었고 크리스토파노 알로리와 같은 당대 영향력 있는 화가와 교분을 쌓아 아카데미 내에서 존중되었고, 피렌체의 사실상 지배자였던 코시모 2세 데 메디치의 후원과 함께 토스카나 대공국의 여공 크리스티나 데 로렌의 후원도 받았다. 1635년 아르테미시아가 과학자에게 보낸 서신에서 그녀는 갈릴레오 갈릴레이와 알고 지내는 사이라고 언급한다.
아르테미시아에게 처음 의뢰를 준 카사 부오나로티는 미켈란젤로 부오나로티의 가문으로 당대에는 그의 조카였던 소 미켈란젤로가 가장으로 있었다. 소 미켈란젤로는 아르테미시아를 높게 평가하고 있었으며 피렌체의 여러 영향력 있는 가문에 그녀를 소개하였다. 아르테미시아는 카사 부오나로티에 《알레고리아 델린클리나치오네》(Allegoria dell'Inclinazione, 성향에 대한 알레고리)를 그렸다.
2011년 프란체스코 솔리나스는 1616년에서 1620년 사이 아르테미시아가 쓴 편지 36 통을 발견하고 당시 그녀의 피렌체 생활과 재정 상태를 분석하였다. 편지에서 그녀는 피렌체의 귀족 프란체스코 마리아 마링기와 열렬한 사랑을 나누고 있었음이 밝혀졌다. 그녀의 남편 피에란토니오 역시 이런 사실을 알고 있었다. 남편은 그저 묵인하고 있었는데 아마도 마링기가 당대의 영향력있는 명사였기 때문일 것이다. 그러나 결국 1620년 피렌체에서는 둘의 관계에 대한 풍문이 돌기 시작하였고 법정 문제로 비화하기 시작하자 부부는 로마로 이주할 수 밖에 없었다.
이 시기 그녀의 대표작으로는 《홀로페르네스의 목을 자르는 유디트》가 있다. 이 그림에서도 아르테미시아는 유디트와 자신을 동일시하며 남성을 제압하는 강한 여성의 모습을 강조한다.

### 로마 귀환과 베네치아 시기

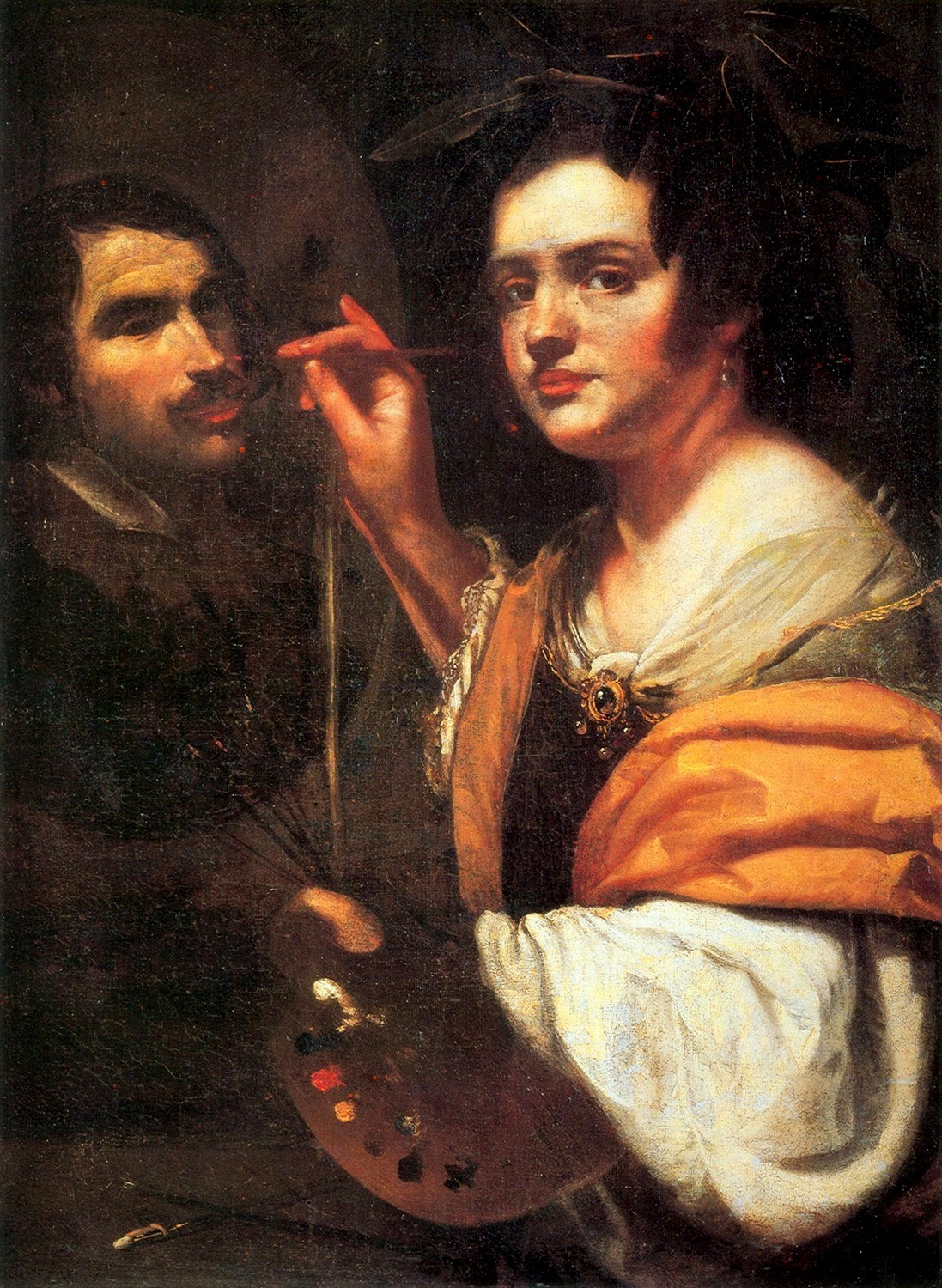
《자화상》 1630년

아르테미시아가 로마로 돌아온 1621년 아버지 오라치오는 제노아로 떠났다. 한물 가고는 있었지만 당시 로마의 화가들 사이에선 여전히 카라바조의 화풍이 대세였고 1620년까지 로마에 머물다 베네치아로 돌아간 카를로 사라체니나 바르톨메오 만프레디, 프랑스의 화가 시몽 브웨와 같은 바로크 화가들은 카라바조의 영향아래 있었다. 아르테미시아 역시 이들과 교류하면서 카라바조의 화풍을 이었다. 그러나 볼로냐를 중심으로 피에르 다 코르토나와 같은 또 다른 바로크 화풍도 선호되기 시작하였고 아르테미시아 역시 새로운 화풍을 익혔다.
아르테미시아는 로마의 미술 아카데미에서도 회원으로 인정받았고 이를 기념하여 자화상을 그렸다. 인문학자이자 예술 애호가였던 카시아노 달 포초가 그녀의 새로운 후원자가 되었다. 아르테미시아는 로마의 화가 커뮤니티와 원만하게 지냈으나 자신의 화풍과 맞지 않아 희망이 없다고 생각하고 있었다. 그녀는 1622년 두번째 《수산나와 두 장로》를 그렸다. 정확한 시기를 알 수 없지만 베네치아에서 후원자가 나타나자 아르테미시아는 그리로 향했다.

### 나폴리와 영국 시기
1630년 아르테미시아는 나폴리로 거처를 옮겼다. 아마도 나폴리의 알칼라 공작 페르난도 엔리케츠 아판데리베라가 초청한 것으로 여겨지는데 그는 이미 아르테미시아의 작품 세 점을 소장하고 있었다. 당시 나폴리 왕국은 여러 화가들이 방문하는 곳 가운데 하나였다.
나폴리에서 얼마간 지내던 아르테미시아는 1638년 런던으로 옮겼다. 아버지 오란치오가 찰스 1세의 궁정화가가 되자 그녀를 부른 것이다. 1639년 오란치오가 갑작스레 사망한 뒤로도 아르테미시아는 계속해서 잉글랜드의 궁정에 남았다가 1642년 잉글랜드 내전이 발생한 뒤 어느 시점에 나폴리로 돌아갔다. 1650년까지도 아르테미시아는 나폴리에서 편지를 발송하였으나 그 뒤로는 정확한 기록이 없다. 혹자는 1651년 사망하였다고 하고 대개는 1652년에서 1653년 사이 사망하였다고 추정한다. 사망 시점을 1656년으로 보는 견해도 있다.

## 미술사적 위치

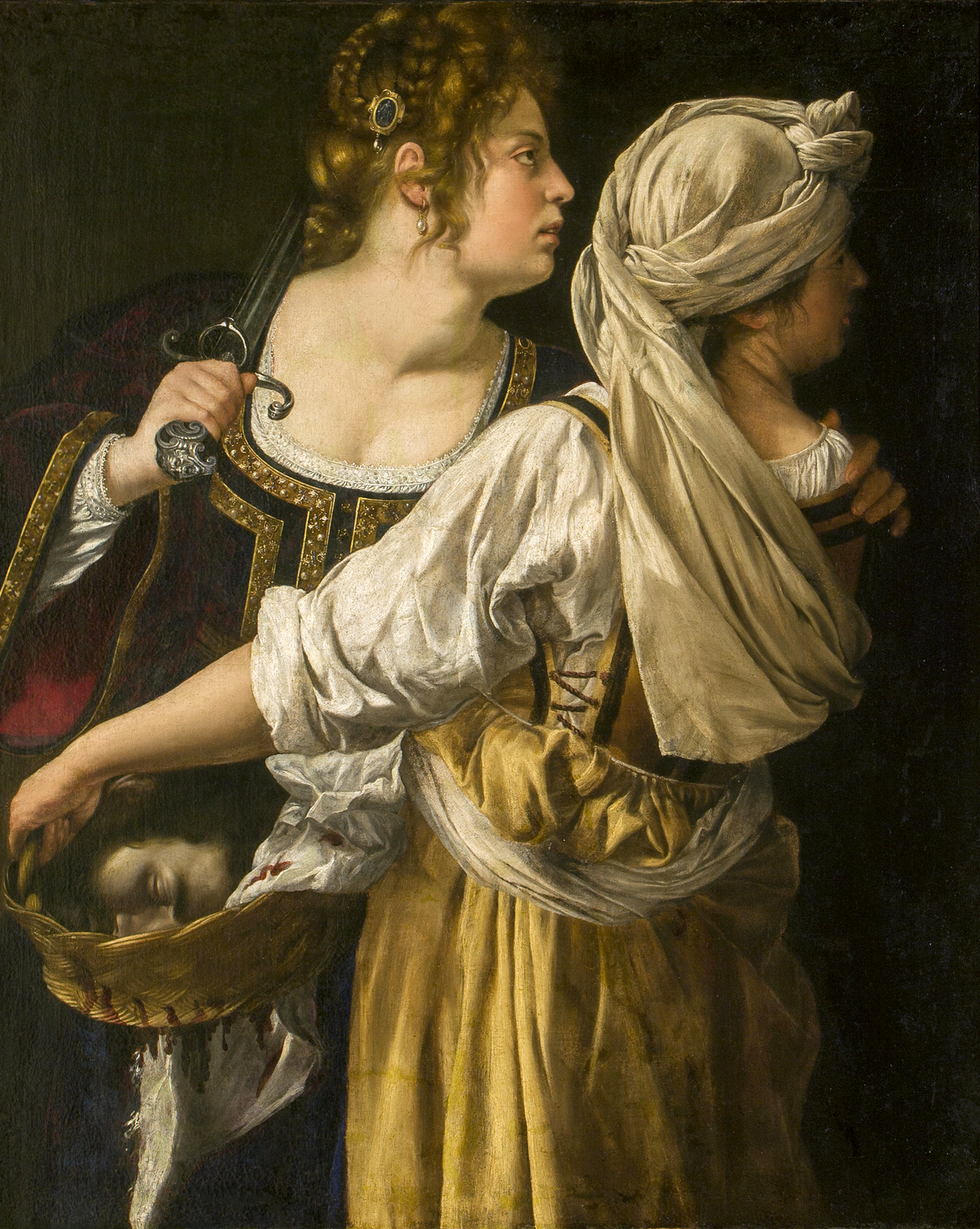
《유디트와 하녀》1613–14년

아르테미시아 젠틸레스키는 이탈리아 바로크 시대의 대표적 작가 가운데 한 명이며 특히 강인한 여성을 표현한 화가이다. 아르테미시아는 전체 작품 가운데 94%에 여성을 등장시켰고 언제나 남성과 동등하거나 오히려 주된 인물로서 시선을 끌도록 배치하였다. 이때문에 19세기 여권 운동은 아르테미시아의 작품에 주목하였다.
이탈리아의 평론가 로베르토 롱기는 아르테미스의 유디트에 대해 "누가 이처럼 잔혹한 여인을 묘사할 수 있겠는가"라며 "두 방울의 물감만으로 폭력에 얼룩진 피와 불꽃의 열기를 깨닫게 할 수 있는 것은 그녀 스스로가 칼자루를 쥐었기 때문"이라고 평가하였다.
1970년대에 들어 여성주의는 다시 아르테미시아를 주목하였다. 린다 노클린은 《왜 위대한 여성 화가는 없는가?》에서 여성의 재능 부족이 아니라 여성에 대한 차별이 그 원인이라고 지목하면서 아르테미시아의 사례를 들었다.

## 갤러리

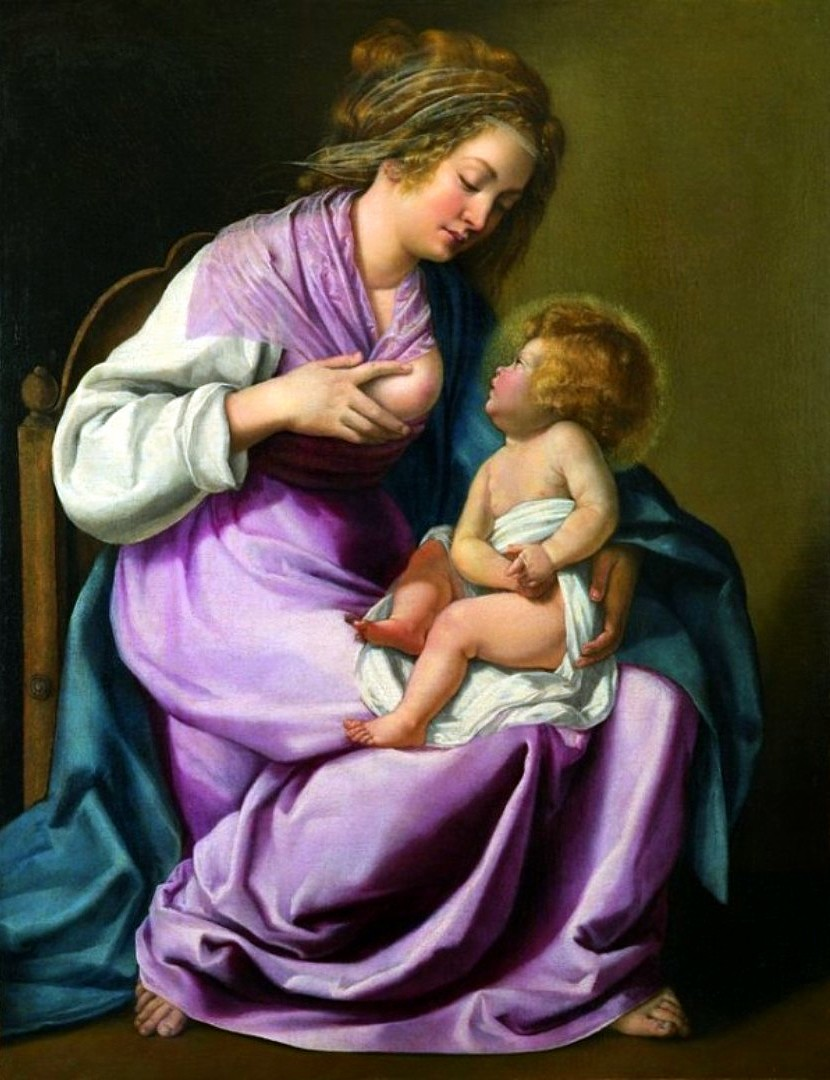
《아이에게 젖을 주는 성처녀》, 1616년–1618년 무렵
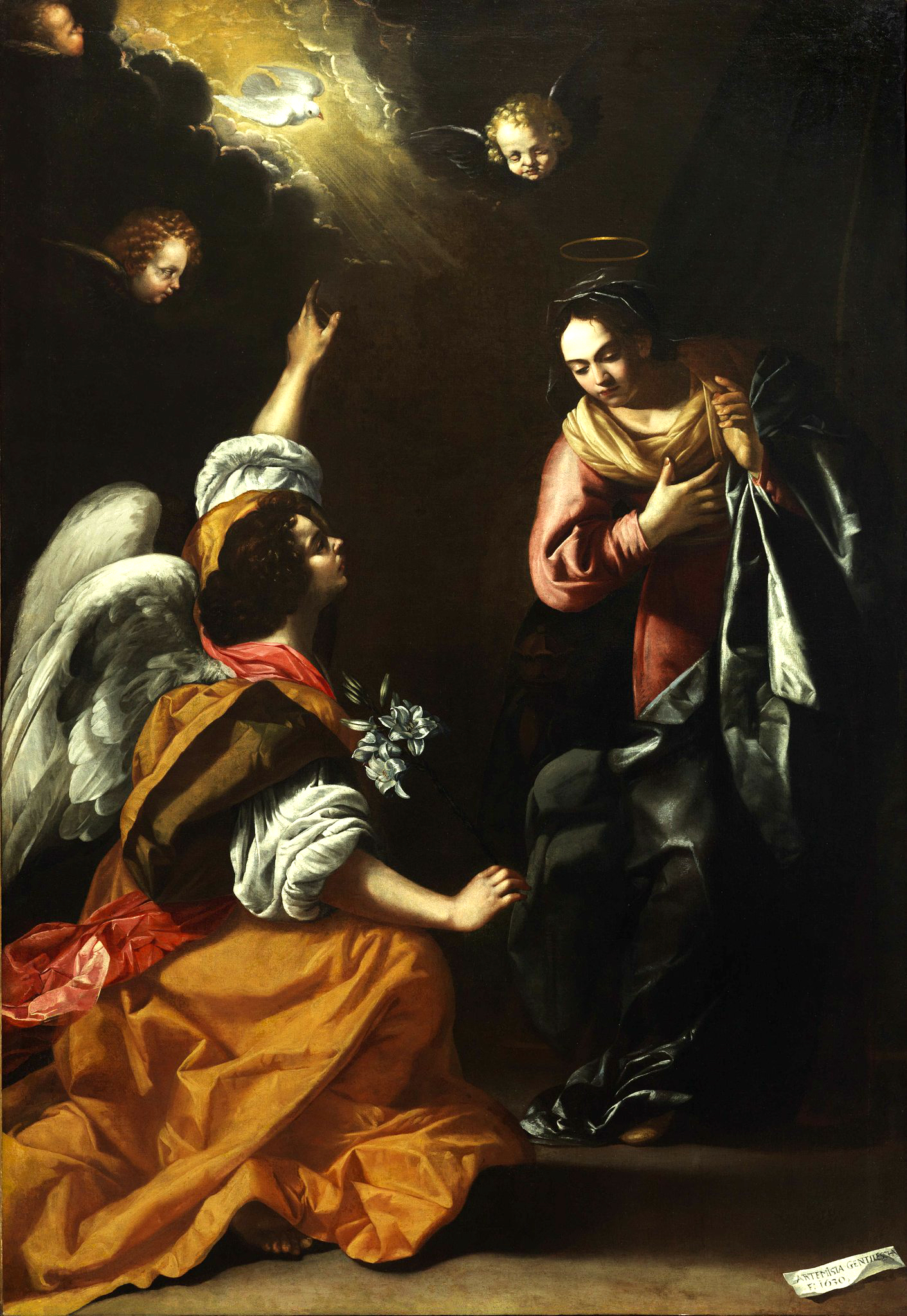
《성모 영보》, 1630년, 카포디몬테 박물관
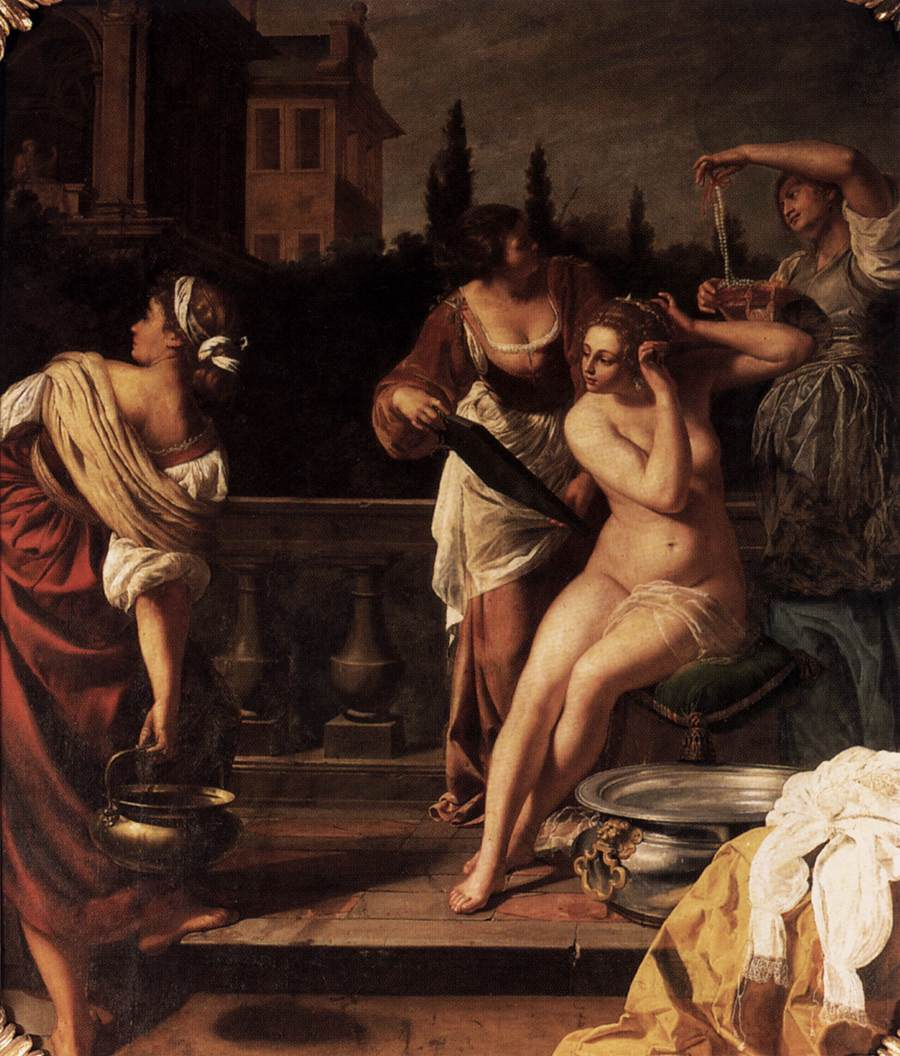
《밧세바》, 1645년–1650년 무렵, 노이어스 팔레, 포츠담
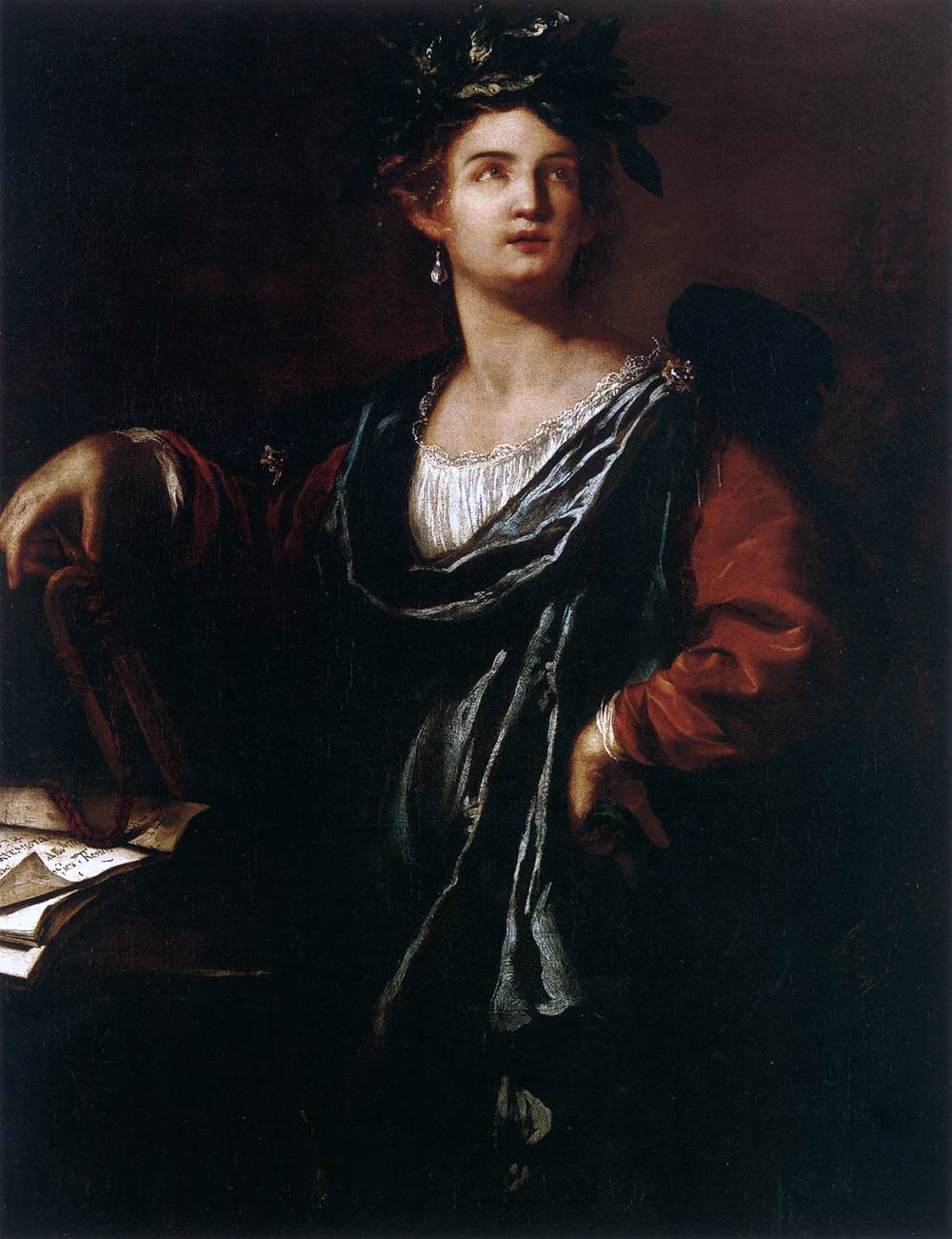
《클리오: 역사의 뮤즈》, 1632년, 팔라초 블루
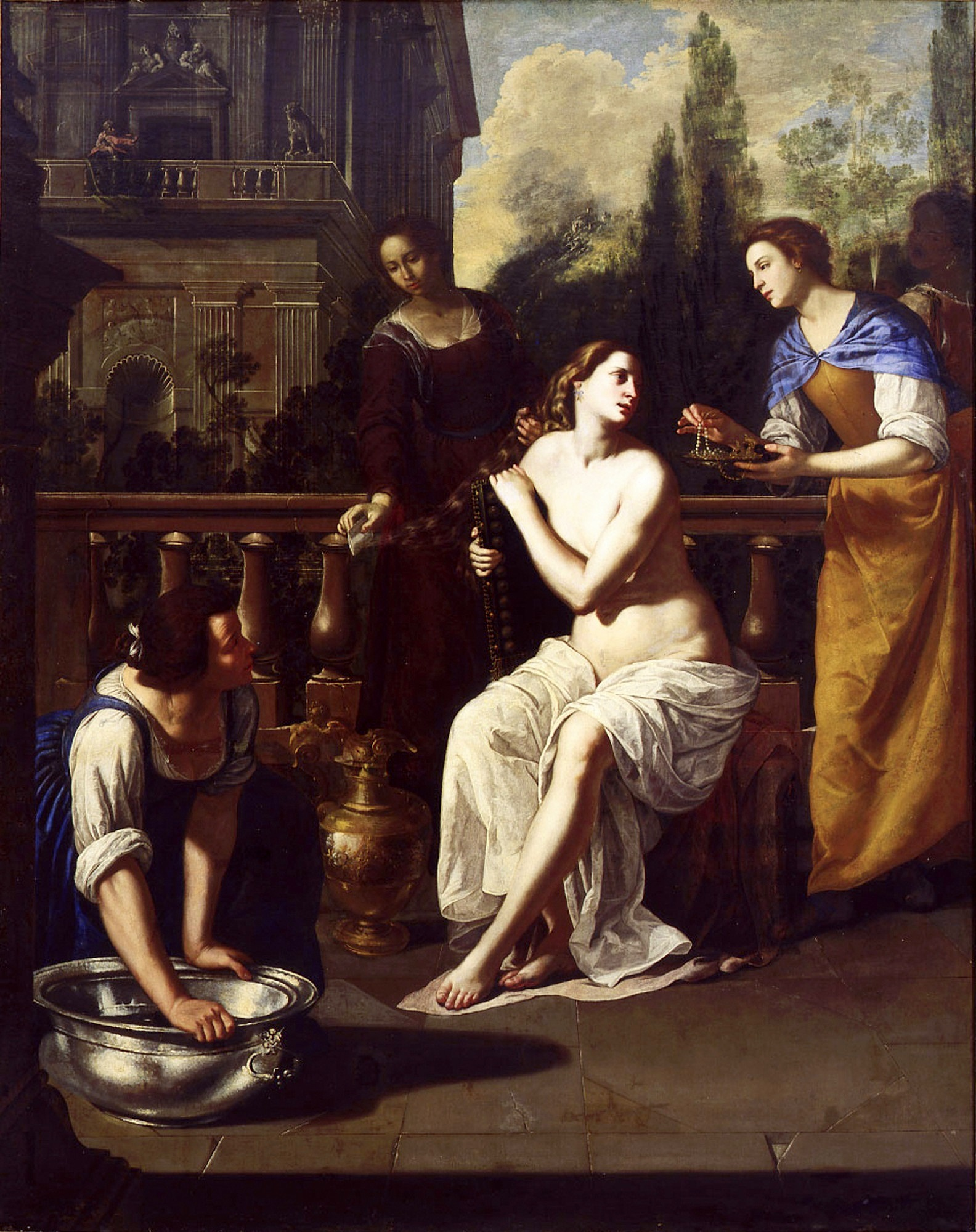
《다비드와 밧세바》, 1636년–1637년 무렵, 콜럼버스 미술 박물관
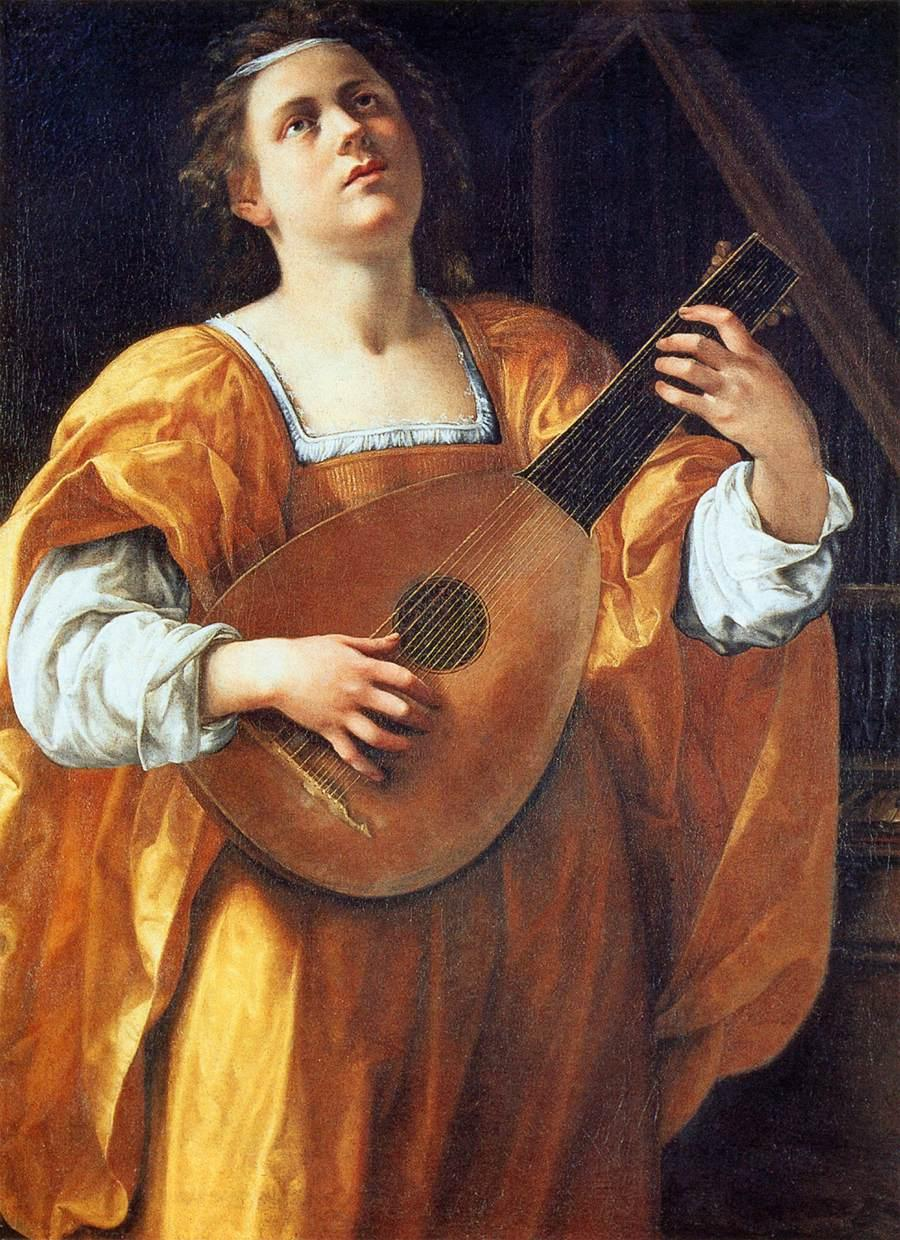
《류트를 연주하는 체칠리아》 , 1616년 무렵, 스파다 미술관
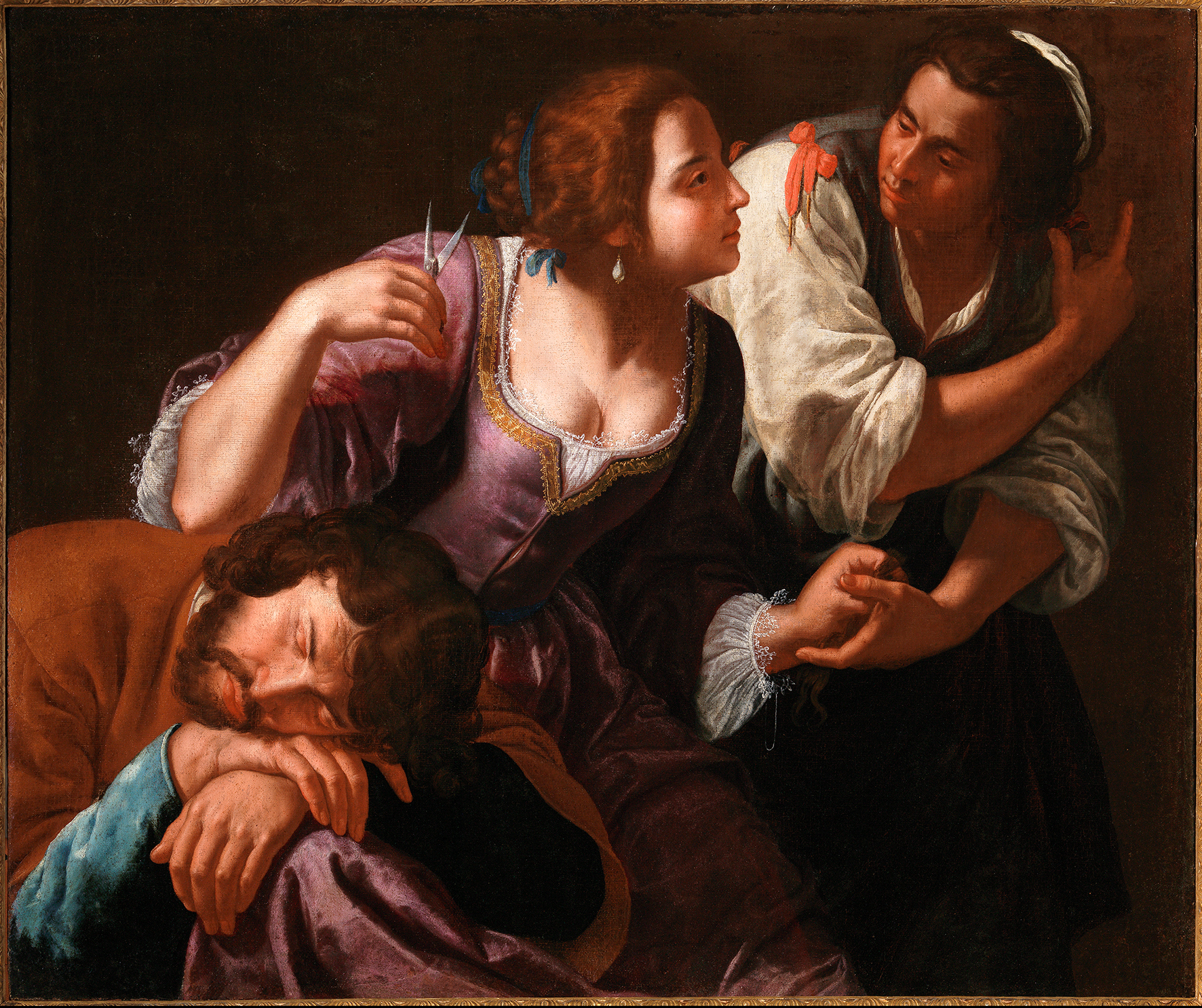
《삼손과 데릴라》 , 1630년–1638년 무렵
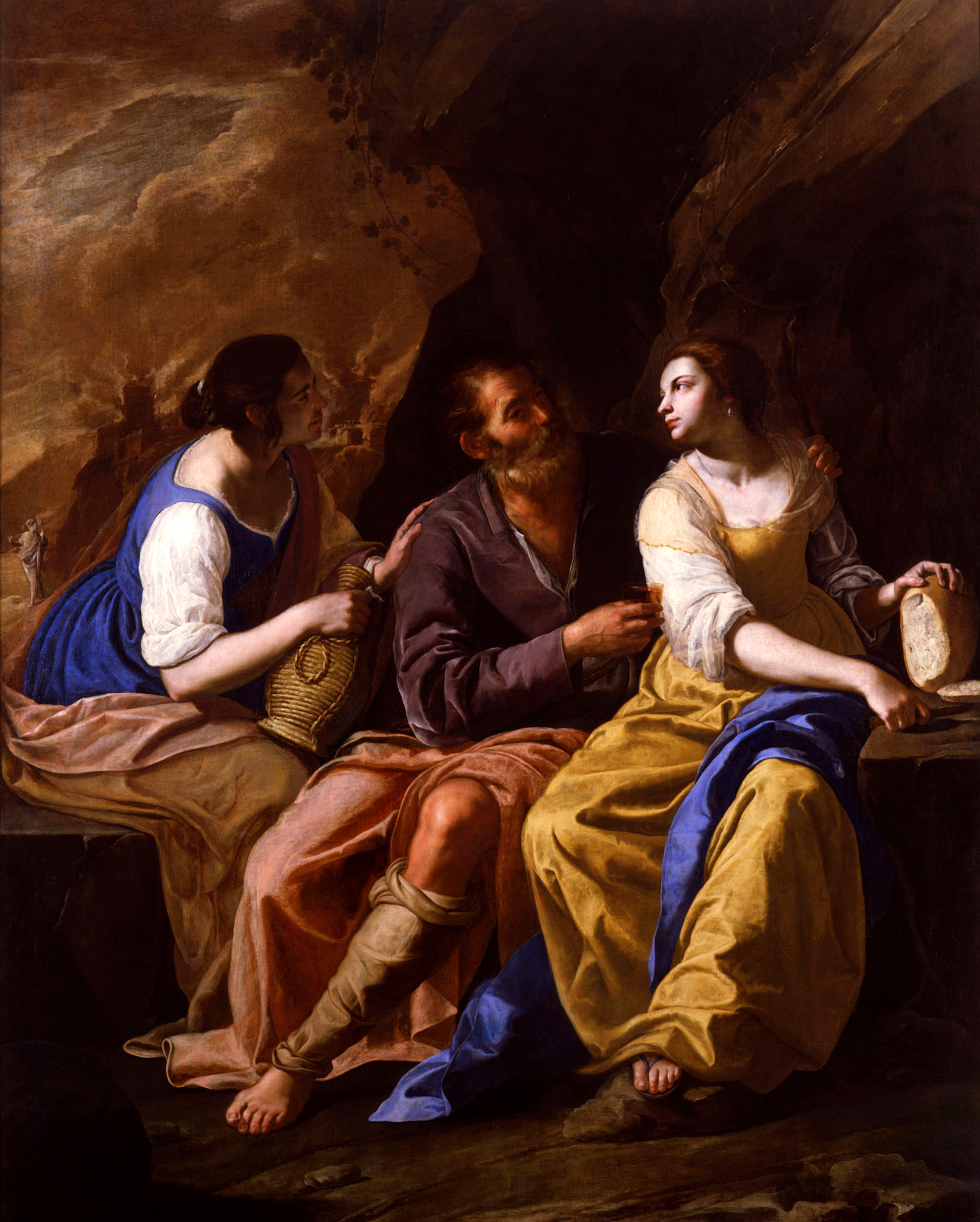
《 롯과 딸들》 1635년-1638년 무렵, 톨레도 미술박물관
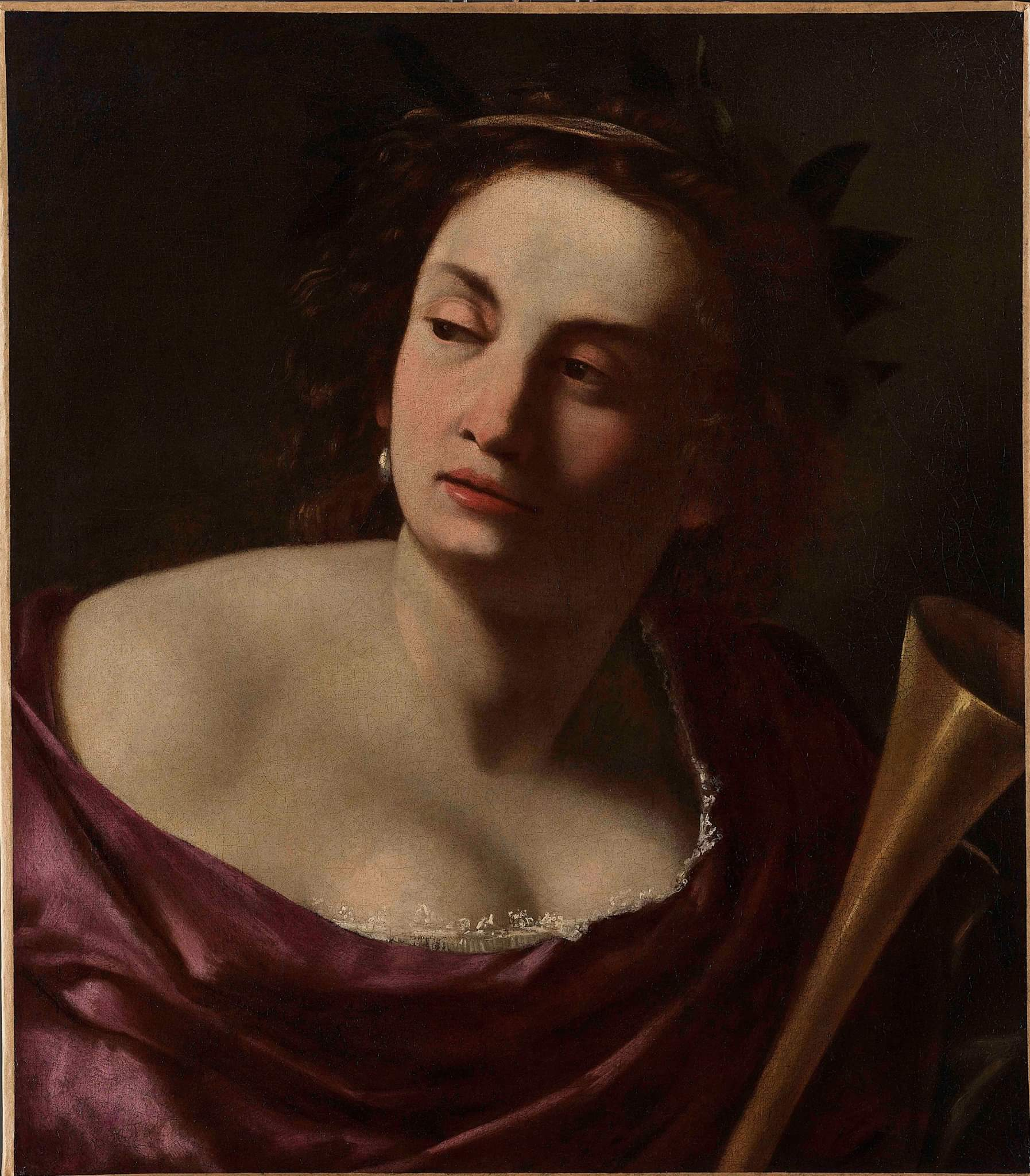
《명예의 알레고리》, 1630년–1635년 무렵

## 같이 보기
- 바로크
- 카라바조

## 참고 문헌
- Bissell, R. Ward (1999), 《Artemisia Gentileschi and the Authority of Art: Critical Reading and Catalogue Raisonné》, The Pennsylvania University Press, ISBN 0-271-02120-9
- Chaney, Edward (2000), 《The Evolution of the Grand Tour: Anglo-Italian Cultural Relations since the Renaissance》, Routledge
- Ciletti, Elena (2006), 〈Gran Macchina a Bellezza〉,   Bal, Mieke, 《The Artemisia Files: Artemisia Gentileschi for Feminists and Other Thinking People》, Chicago, Illinois: University of Chicago Press
- Garrard, Mary D. (1989), 《Artemisia Gentileschi: The Image of the Female Hero in Italian Baroque Art》, Princeton University Press, ISBN 978-0-691-04050-9
- Garrard, Mary D. (2001), 《Artemisia Gentileschi Around 1622: The Shaping and Reshaping of an Artistic Identity》, Los Angeles, California: University of California Press, ISBN 978-0520228412
- Nochlin, Linda (1971), 〈Why Have There Been No Great Woman Artists?〉,   Gornick, Vivian; Moran, Barbara K., 《Woman in Sexist Society: Studies in Power and Powerlessness》, Basic Books
- Pollock, Griselda (1999)Differencing the Canon: Feminist Desire and the Writing of Art's Histories. London and New York: Routledge.
- Pollock, Griselda (2006), 〈Feminist Dilemmas with the Art/Life Problem〉,   Bal, Mieke, 《The Artemisia Files: Artemisia Gentileschi for Feminists and Other Thinking People》, Chicago, Illinois: University of Chicago Press
- Straussman-Pflanzer, Eve (2013), 《Violence & Virtue: Artemisia Gentileschi's Judith Slaying Holofernes》, Chicago, Illinois: Art Institute of Chicago
- Barker, Sheila (December 2014). “A new document concerning Artemisia Gentileschi’s marriage”. 《The Burlington Magazine》. 156권 1341호. 803–804쪽.
- Christiansen, Keith (2004). “Becoming Artemisia: Afterthoughts on the Gentileschi Exhibition”. 《Metropolitan Museum Journal》 39: 101–126.
- Christiansen, Keith; Mann, Judith W. (2001). “Orazio and Artemisia Gentileschi”. New Haven and London: Exh. cat., Metropolitan Museum of Art.
- Contini, Roberto; Solinas, Francesco (2011). 《Artemisia Gentileschi: storia di una passione》 (이탈리아어). Palazzo reale di Milano, Milano: 24 ore cultura.
- Contini, Roberto; Solinas, Francesco (2013). 《Artemisia: la musa Clio e gli anni napoletani》 (이탈리아어). Roma, De Luca: Blu palazzo d'arte e cultura (Pisa).
- Garrard, Mary D. (2001). 《Artemisia Gentileschi around 1622: The Shaping and Reshaping of an Artistic Identity》. University of California Press. ISBN 978-0520228412.
- Garrard, Mary D. (1991). 《Artemisia Gentileschi》. Princeton University Press.
- Greer, Germaine (1979). 《The Obstacle Race: The Fortunes of Women Painters and Their Work》. London: Martin Secker and Warburg.
- Lapierre, Alexandra (2001). 《Artemisia: The Story of a Battle for Greatness》. Vintage. ISBN 0-09-928939-3.
- Locker, Jesse M. (2015). 《Artemisia Gentileschi: The Language of Painting》. New Haven, Yale University Press. ISBN 9780300185119.
- Lutz, Dagmar (2011). 《Artemisia Gentileschi: Leben und Werk》 (독일어). Belser, Stuttgart, Germany. ISBN 978-3-7630-2586-2.
- Judith Mann, 편집. (2006). 《Artemisia Gentileschi: Taking Stock》. Brepols Publishers. ISBN 978-2503515076.
- Rabb, Theodore K. (1993). 《Renaissance Lives: Portraits of an Age》. New York: Pantheon Books.
- Shulman, Ken (1991년 9월 1일). “A Painter of Heroic Women In a Brawling, Violent World: Heroic Women in a Violent, Brawling World”. 《New York Times》. H23면.
- Solinas, Francesco; Nicolaci, Michele; Primarosa, Yuri (2011). 《Lettere di Artemisia: edizione critica e annotata con quarantatre documenti inediti》 (이탈리아어). Roma, De Luca.
- Straussman-Pflanzer, Eve (2013). 《Violence & virtue: Artemisia Gentileschi's Judith slaying Holofernes》. Chicago: The Art Institute of Chicago.
- Vreeland, Susan (2002). “The Passion of Artemisia”. 《Headline Review》. ISBN 0-7472-6533-X.
- Zarucchi, Jeanne Morgan (1998). "The Gentileschi Danaë: A Narrative of Rape." Woman's Art Journal, Vol. 19, No. 2, 192-203.